# Francesco Lauretta
Francesco Lauretta (Ispica, 1914 – Benafer, 23 luglio 1938) è stato un militare italiano, decorato con la medaglia d'oro al valor militare alla memoria nel corso della guerra di Spagna.

## Biografia
Nacque a Ispica, provincia di Ragusa, nel 1914,  figlio di Angelo e Concetta Corallo, all'interno di una famiglia di agricoltori. Esercitò egli stesso il mestiere di agricoltore, e dopo aver soddisfatto gli obblighi del servizio militare di leva nel Regio Esercito, si arruolò a domanda per l'Africa Orientale Italiana venendo incorporato nel battaglione di marcia del 3º Reggimento fanteria "Piemonte" nel novembre 1936. Dopo tre mesi di permanenza in A.O.I., trasferito al Distretto militare di Napoli fu inviato a combattere nella guerra di Spagna sbarcando a Cadice l'11 febbraio 1937. Venne assegnato al 2º Reggimento "Volontari del Littorio" in forza alla 4ª Divisione fanteria "Littorio". Cadde in combattimento a Benafer il 23 luglio 1938, e venne insignito della medaglia d'oro al valor militare alla memoria.

### Fonti
1. ↑  Gruppo Medaglie d'Oro al Valore Militare 1965, p. 324.
2. 1 2 3 4 5  Combattenti Liberazione.
3. ↑   Medaglia d'oro al valor militare Lauretta, Francesco, su quirinale.it, Quirinale. URL consultato l'11 febbraio 2023.
4. ↑  Registrato alla Corte dei conti lì 4 maggio 1939,  guerra registro 17, foglio 329.